# 贝谢尔恩
贝谢尔恩是德国莱茵兰-普法尔茨州的一个市镇。总面积4.41平方公里，总人口641人，其中男性317人，女性324人（2011年12月31日），人口密度145人/平方公里。

## 位置
贝谢尔恩位于陶努斯山西部拿骚自然公园内。它俯视莱茵河河谷，遥望对岸的洪斯吕克山，它所在的高地是莱茵河和兰河的分水岭。附近的城市有巴特埃姆斯、拿骚（各七千米远）、兰施泰因（10千米）和科布伦茨（17千米）。

## 历史
贝谢尔恩周边森林里的坟冢说明当地很早以前就已经有人居住了。罗马边墙的遗迹至今可以在周边的森林里看到。贝谢尔恩本身是13世纪形成的。镇上的罗马式教堂也是13世纪建造的，是今天镇上最古老的建筑。

## 政治

### 镇议会
贝谢尔恩的镇议会有12名成员。目前的成员是2014年5月25日地区选举产生的，主席是镇长，镇长是义务性的。目前席位的分配是德国社会民主党3席，德国基督教民主联盟4席，自由选民5席。

### 镇徽
镇徽的底色分上下两半，上面是银色，下面是蓝色。一圈百合花饰仪仗来自中世纪贵族家族冯·贝谢尔恩的徽章。中心的玫瑰来自拿骚统治贵族的徽章。

## 文化和名胜

### 建筑
镇上的新教教堂源自13世纪，到18世纪内它不断被翻修扩展。今天它的钟楼是罗马式的，而教堂内则有哥特式的壁画和灰泥粉饰。

### 俱乐部
- 体育俱乐部
- 男声合唱团